# در یک شب اتفاق افتاد (آلبوم)
«در یک شب اتفاق افتاد» آلبومی از هنرمند اهل کانادا هولی کول است که در سال ۱۹۹۶ میلادی منتشر شد.